# Збагачення за тертям

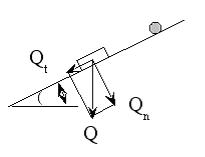
Рис. 1. Силу ваги частинки Q можна розкласти на дві складові: поздовжню (скочуючу) Q_{t} і Q — нормальну

Табл. 1. Коефіцієнти тертя ковзання частинок деяких мінералів у повітряному середовищі

Збагачення за тертям — спеціальний метод збагачення корисних копалин.

## Загальний опис
Швидкість руху частинок по похилій площині залежить від стану похилої поверхні і поверхні самих частинок, їх форми, вологості, густини, крупності і характеру руху (кочення чи ковзання). Якщо на похилу площину помістити два мінеральних зерна — одне з гладкою, а друге з шорсткуватою поверхнею, то перше зерно буде переміщуватись з більшою швидкістю і на виході з похилої площини відлетить далі, ніж зерно з шорсткуватою поверхнею. Різниця у швидкості руху і траєкторії польоту після відриву від похилої площини ще збільшиться, якщо гладке зерно буде округлим, а шорсткувате — плоским. У цьому випадку кругле зерно буде котитися і переборювати опір тертя кочення, а плоске — ковзати і переборювати опір більшого за величиною тертя ковзання.
Таким чином, швидкість на сході з похилої площини визначається коефіцієнтом тертя частинки по площині, кутом нахилу площини і довжиною розгінної зони робочої площини.
Збагачення з використанням різниці в коефіцієнтах тертя може здійснюватись в сепараторах з нерухомою, рухомою і вібруючою робочою поверхнею.
Цей спосіб ефективний тільки при значних відмінностях компонентів, що розділяються, в коефіцієнтах тертя (див. табл. 1). Передбачається, що коефіцієнт тертя компонентів пов'язаний з показником якості.
Збагачення корисних копалин за тертям здійснюється у дві стадії:
- взаємодія частинок з поверхнею з метою селективної зміни параметрів їх руху;
- виділення з потоку матеріалу частинок із заданими параметрами руху.

Друга стадія здійснюється з використанням відмінностей в траєкторіях і швидкостях руху компонентів.
Взаємодія частинок з робочою поверхнею сепаратора оцінюється коефіцієнтом тертя f, який визначається як співвідношення сил, що діють на частинку на похилій площині.
З умов спокою частинки Qt = f·Qn
Або Q·sinα = f·Q·cosα
Звідки f = sinα/cosα = tgα = tgφ,
де φ — кут тертя.
Тіло ковзає по площині, коли кут нахилу площини α більший від кута тертя φ даної частинки по матеріалу площини, тобто коли α > φ.
Коефіцієнт тертя залежить від шорсткості частинки і плити, форми частинки. Плоскі частинки ковзають, круглі котяться.
При рухові частинок з різною швидкістю частинки, що розділяються, мають різну траєкторію. Швидкість частинок у момент їх сходу з похилої площини визначається за формулою
{\displaystyle V={\sqrt {2Lg(\sin \alpha -f\cos \alpha )}}}
де L — шлях, пройдений частинкою, g — прискорення вільного падіння, f — коефіцієнт тертя частинки,
α — кут нахилу площини.
Таким чином, швидкість на сході з похилої площини визначається коефіцієнтом тертя частинки об площину (f), кутом нахилу площини (α) і довжиною розгінної дільниці площини (L).
Збагачення за тертям і формою зерен застосовується при збагаченні азбестових руд, слюди і інших корисних копалин.

## Апарати для збагачення за тертям

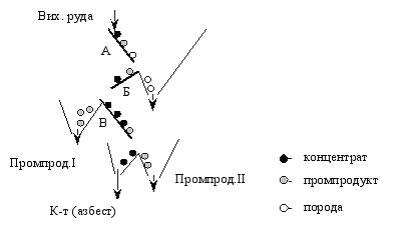
Рис. 2 — Сепаратор для збагачення за тертям «Гірка»

Збагачення з використанням відмінностей у коефіцієнтах тертя може проводитись на апаратах з нерухомою, рухомою та вібруючою робочою поверхнею.
- До апаратів з нерухомою робочою поверхнею належить сепаратор типу «Гірка» (рис. 2).

Сепаратор має три похилих площини А, Б, В. Призначений для відділення азбесту від змійовика.
Кути тертя для азбесту і змійовика:
φа = 38-40о; φз = 17-27о

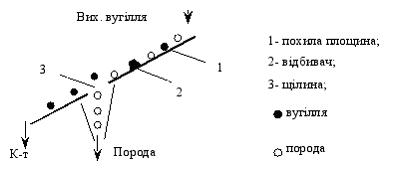
Рис. 3 — Площинний сепаратор з відбивачами і щілинами

Коефіцієнти тертя для азбесту і змійовика: fа = 0.86; fз = 0.3-0.5
Матеріал подається моношаром. На площині А виділяється порода, на площинах Б і В промпродукт і концентрат.
- Для збагачення вугілля застосовують площинні сепаратори з відбивачем і щілинами. Схему сепаратора показано на рис. 3.

Матеріал подається по ширині площини. Відбивачі і щілини розміщуються на площині в шаховому порядку. Вугільні частинки через округлу форму і менший коефіцієнт тертя набувають великої швидкості і за допомогою відбивача перелітають через щілину. Породні частинки, маючи меншу швидкість, розвантажуються в щілину.
- До апаратів з рухомою робочою поверхнею належать стрічкові, дискові і барабанні сепаратори тертя.

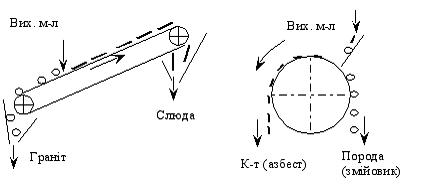
Рис. 4 — Сепаратори тертя: а — стрічковий; б — барабанний

- - У стрічкових сепараторах (Рис. 4 а) продукти, що розділяються, рухаються в різні сторони. Округлі скочуються вниз від точки завантаження, плоскі підіймаються вгору. Точка завантаження розміщується на відстані 1/3 довжини стрічки від її нижнього краю.
  - У барабанних сепараторах (Рис. 4 б) частинки, що розділяються, також переміщаються в різних напрямах.